# 薄長背魮
薄長背魮（学名：Labiobarbus lamellifer）为輻鰭魚綱鯉形目鲤科長背魮屬的其中一種，該物種分布於亞洲婆罗洲東部，棲息在中底層水域，生活習性不明。

## 扩展阅读
維基物種上的相關：薄長背魮